# Accademia Musicale Chigiana

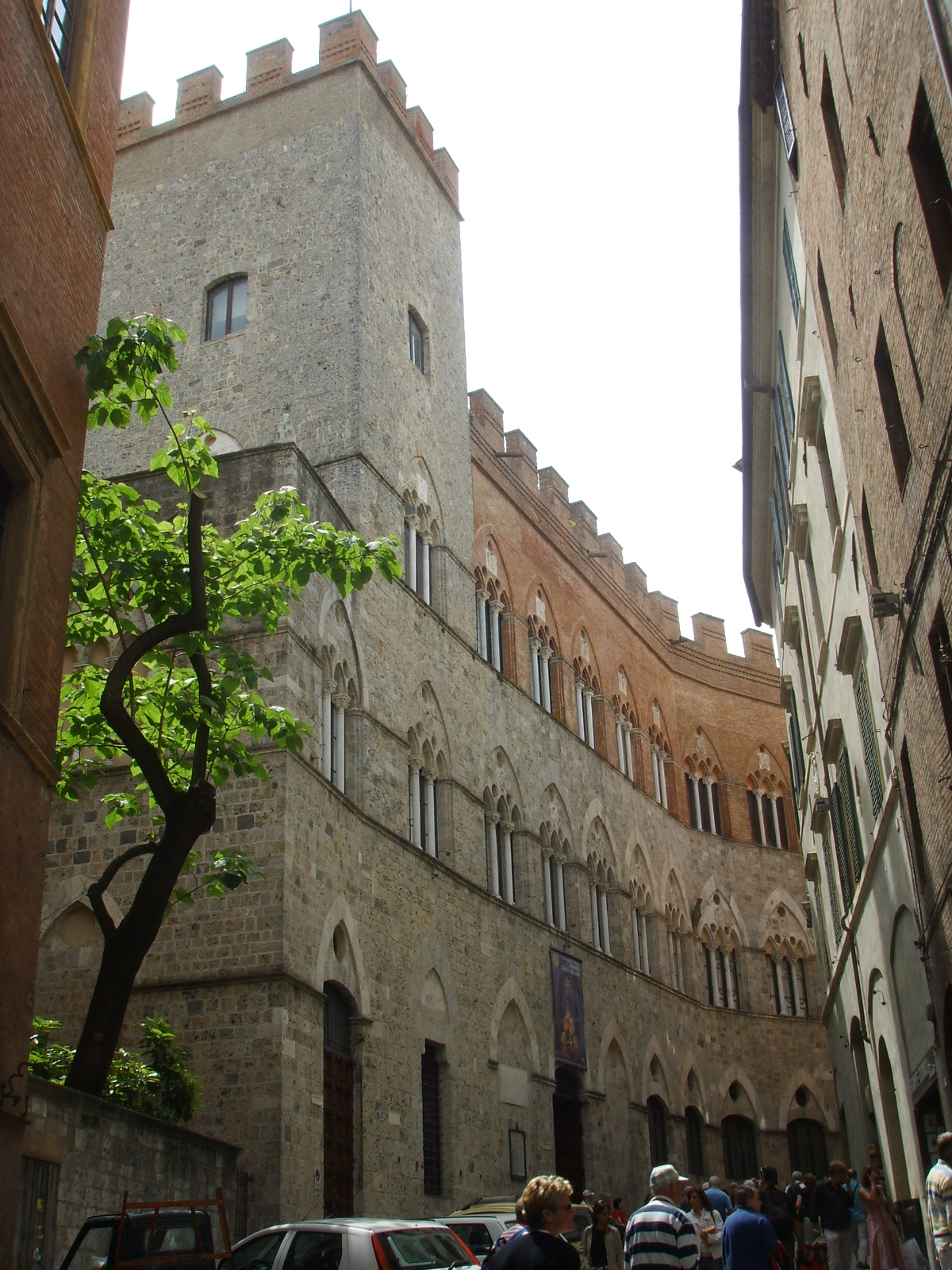
Der Palazzo Chigi-Saracini

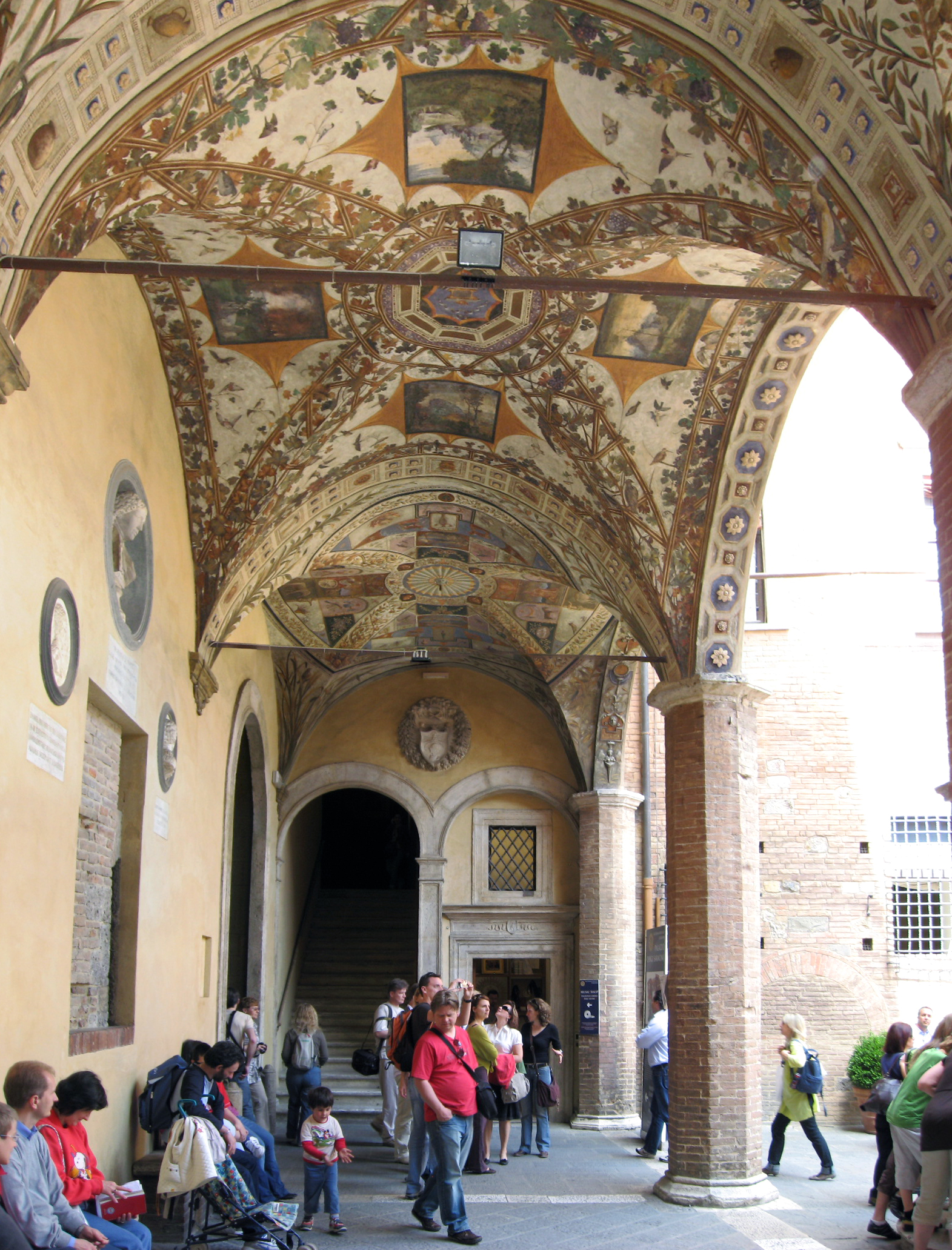
Arkaden

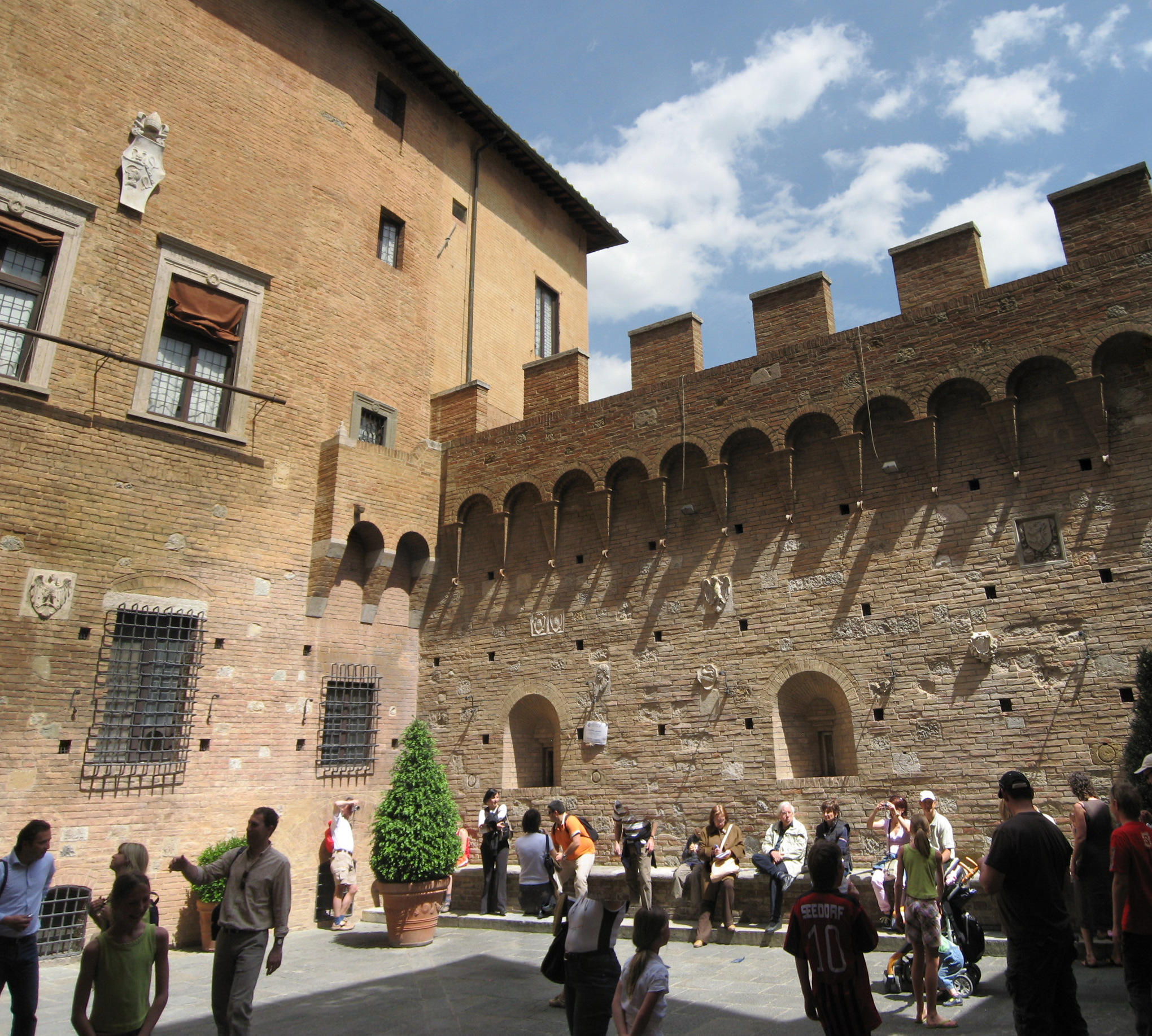
Innenhof

Die Accademia Musicale Chigiana (Kurz: die Chigiana) ist eine internationale musikalische Institution, die 1932 in Siena (Toskana) von Graf Guido Chigi Lucarini Saracini gegründet wurde. Ziel der Akademie ist die Bereitstellung von Weiterbildungskursen für Musiker und Sänger der klassischen Musik. Um 1970 übernahm sie auch die Veranstaltung der alljährlichen Musikwoche Siena. Künstlerischer Leiter ist derzeit Nicola Sani.
Graf Chigi stellte als Mäzen der Akademie seine eigenen Besitztümer zur Verfügung, darunter den Palazzo Chigi-Saracini in der Via di Città, in dem sich die Akademie befindet. Die Chigiana verfügt in dem Gebäude auch über eine große Bibliothek mit literarischen und musikalischen Werken, eine umfangreiche Kunstsammlung und ein Musikinstrumentenmuseum. Sie finanziert sich aus der Erbschaft des Grafen sowie seit 1961 aus der Stiftung der Bank Monte dei Paschi di Siena.

## Geschichte
Vor der offiziellen Gründung fanden in Siena verschiedene Festivals statt, die später Teil der Akademie wurden, wie z. B. die Konzerte der Wintersaison, eingeweiht 1923, oder das Festival della Società Internazionale di Musica Contemporanea („Festival der internationalen Gesellschaft der zeitgenössischen Musik“), bei deren ersten Veranstaltungen 1928 die Uraufführungen von Sergei Prokofjew, William Walton, Alfredo Casella, Maurice Ravel, Anton Webern, Paul Hindemith und Manuel de Falla aufgeführt wurden.
Die Akademie wurde als Schulkonsortium gegründet, wobei die Besitzer der einzelnen Musikschulen Dozenten von internationalem Ruf waren. Bei der Gründung waren Kurse für Orgel, Gesang, Harfe, Geige, Cello, Komponieren und Begleitung vorgesehen, danach folgten die Kurse für Klavier, Lyrik, Dirigieren, Gitarre, Cembalo und Filmmusik.
Wenige Jahre nach der Gründung gelang es der Akademie, Schüler aus über 50 Ländern zu unterrichten, auch weil zu dieser Zeit die Anzahl der Musikschulen für die Weiterbildung sehr limitiert war.
1939 entstand das Musikfestival Settimana Musicale Senese, welches von Alfredo Casella geleitet wurde. Es beschäftigte sich mit der Wiederentdeckung von Werken der Alten Musik oder wenig bekannter Komponisten wie z. B. Antonio Vivaldi oder später Giovanni Battista Pergolesi, Baldassare Galuppi, Antonio Caldara und Antonio Salieri. In diesem Rahmen gründete Graf Chigi auch das Quintetto Chigiano, das 1966 zum Sestetto Chigiano d’Archi (Chigiano Streichsextett) erweitert wurde. In gewissem Sinne erarbeitete man auch eine Neubewertung der Werke von Gioachino Rossini, Gaetano Donizetti und Luigi Cherubini.

## Bekannte Dozenten
- Andrés Segovia, Gitarre
- Salvatore Sciarrino, Komposition
- Emilio Pujol, Gitarre und Vihuela
- Daniele Gatti, Dirigieren
- Kenneth Gilbert, Cembalo
- Vito Frazzi, Komposition
- Severino Gazzelloni, Flöte
- Daniele Damiano, Fagott
- Rajna Kabaiwanska, Gesang

## Wettbewerbe

### Premio Internazionale Accademia Musicale Chigiana
Von 1982 bis 2010 verlieh die Akademie einen internationalen Musikpreis, den Premio Internazionale Accademia Musicale Chigiana. Mit dem Preis wurden vorrangig junge, aber bereits erfolgreiche Geiger und Pianisten ausgezeichnet. Die Jury bestand aus prominenten Musikjournalisten und dem Direktor der Akademie. Die Preisträger waren:
- die Geiger Gidon Kremer (1982), Shlomo Mintz (1984), Anne-Sophie Mutter (1986), Viktoria Mullova (1988), Frank Peter Zimmermann (1990), Gil Shaham (1992), Maxim Vengerov (1995), Julian Rachlin (2000), Hilary Hahn (2002), Sarah Chang (2005), Lisa Batiashvili (2008)
- die Pianisten Peter Serkin (1983), Krystian Zimerman (1985), Andras Schiff (1987), Andrej Gavrilov (1989), Jewgeni Kissin (1991), Andrea Lucchesini (1994), Lilya Zilberstein (1998), Leif Ove Andsnes (2001), Arcadi Volodos (2003), Paul Lewis (2006), Rafał Blechacz (2010)
- der Dirigent Esa-Pekka Salonen (1993)
- das Hagen-Quartett (1996) und das Artemis-Quartett (2004)
- die Bratschistin Tabea Zimmermann (1997)
- der Cellist Matt Haimovitz (1999)

### Internationaler Kompositionswettbewerb
1983 richtete die Akademie einen nach Alfredo Casella benannten internationalen Kompositionswettbewerb ein, den Concorso Alfredo Casella. Die Bewerber sollten unter 35 Jahre alt sein und ein noch nicht aufgeführtes Werk der Kammermusik mit einer Spieldauer von 18 bis 25 Minuten einreichen. Der Wettbewerb wurde alle zwei Jahre ausgetragen, zuletzt im Jahr 2009. Es gab insgesamt zwölf Preisträger (1983 und 2007 wurde kein Preis verliehen).

## Kunstsammlung
Die Akademie besitzt zudem eine Kunstgalerie, die Chigi Saracini-Sammlung, in der sich Werke von Beccafumi, Botticelli, Alessandro Casolani, Amos Cassioli, Girolamo del Pacchia, Giovanni Dupré, Girolamo di Benvenuto, Neroccio di Bartholomeo di Benedetto de’ Landi, Cesare Maccari, Rutilio Manetti, Bernardino Mei, Bartolomeo Neroni (Il Riccio), Meister der Osservanza, Meister von Tressa, Astolfo Petrazzi, Marco Pino, Salvator Rosa, Francesco Rustici, Arcangelo Salimbeni, Ventura Salimbeni, Sano di Pietro, Il Sassetta, Sodoma, Pietro Sorri, Francesco Vanni und Raffaello Vanni befinden.
Werke in der Kunstsammlung (Auswahl):
- Sala Guido Chigi Saracini
  - Giuseppe Angeli (Ritratto di Donna dormiente, Ritratto di soldato con tamburino)
  - Bartolomeo di David (Fede, Speranza, Carità, Due Angeli incensanti)
  - Rutilio Manetti (Concerto con Violoncello, Giocatori e suonatori al lume di candela, Giocatori di dama, Transito di San Giuseppe, Ritratto di Pier Maria Saracini, Cleopatra und Susanna)
  - Salvator Rosa (Autorittrato con veste armigero)
  - Sodoma (La Sagezza)
- Salotto Giallo
  - Beccafumi (Madonna col Bambino)
  - Andrea Piccinelli (auch Brescianino genannt) (Madonna e Bambino)
- Salotto Rosso
  - Alessandro Casolani (Ritratto di giovane)
  - Beccafumi (La Madonna con il Bambino e Sant’Anna)
  - Girolamo di Benvenuto (Natività con San Giovannino)
  - Neroccio di Bartholomeo di Benedetto de’Landi (Madonna col il Bambino e le Sante Caterina da Siena e Maddalena)
  - Bartolomeo Neroni (Il Riccio) (Pietà)
- Sala del Sassetta
  - Maestro di Tressa (Madonna con il Bambino)
  - Meister der Osservanza (Trittichetto)
  - Il Sassetta (San Martino e il povero, L’Addolorata, San Giovanni piangente, Adorazione dei Magi)
- Salotto Liszt (benannt nach Franz Liszt aufgrund eines sich hier befindlichen Klavier des Musikers)
  - Sano di Pietro (Madonna, il Bambino angeli e i Santi Girolamo e Bernardino)
- Anticamera della Regina
  - Marco Pino (Sacra Familia)
- Sala Casella
  - Amos Cassioli (Visita di Galeazzo Sforza a Lorenzo de’ Medici)
  - Cesare Maccari (Fabiola)
  - Rutilio Manetti (Suicidio di Lucrezia)
  - Bernardino Mei (Batsabea, Giudizio di Salomone)
  - Astolfo Petrazzi (Martirio di San Sebastiano)
  - Francesco Rustici (Assunzione della Vergine con i Santi Giorgio e Giacinto)
  - Pietro Sorri (Santa Caterina e Gesù)
  - Raffaello Vanni (Trionfo di Davide)
- Sala Pergolesi
  - Bernardino Mei (Allegoria della Fede, Allegoria della Speranza)
  - Cristoforo Roncalli (Il Pomarancio) (Crocifissione)
  - Sodoma (Cristo risorto)
  - Francesco Vanni (Allegoria della Carità)
  - Raffaello Vanni (Carità)
- Sala Monteverdi
  - Alessandro Casolani (Matrimonio mistico di Santa Caterina da Siena)
  - Rutilio Manetti (Susanna e i vecchioni)
  - Astolfo Petrazzi (Macellaio)
  - Raffaello Vanni (Apollo)
- Sala Frescobaldi
  - Alessandro Casolani (Salomè che presenta ad Erode la testa del Battista)
  - Francesco Vanni (San Girolamo nel deserto)
- Sala Scarlatti (auch Sala del Beccafumi)
  - Beccafumi (Matrimonio mistico di Santa Caterina da Siena, Putti reggi cartiglio)
  - Bartolomeo Neroni (Il Riccio) (Madonna col Bambino, San Giovannino e i Santi Caterina e Bernardino)
  - Girolamo del Pacchia (Madonna col Bambino in trono e i Santi Niccolò e Agostino, Ciborio eucaristico con angeli recanti gli strumenti della Passione)
  - Sodoma (Allegoria dell’Amore celeste)
- Sala di Legno
  - Rutilio Manetti (Pietà)
  - Bernardino Mei (Sofonisba)
- Studio del Presidente
  - Andrea Piccinelli (auch Brescianino genannt) (Ritratto di fanciulla)
- Aula Boccherini
  - Giorgio di Giovanni (Endimione addormentato e Selene)
  - Bartolomeo Neroni (Il Riccio) (Christo in pietà tra le Vergine, le pie donne e San Giovanni Evangelista)

Weitere Werke befinden sich in den Zwischenräumen, hier zum Beispiel Werke des Giovanni Dupré (Dante und Beatrice), Arcangelo Salimbeni (Estasi di Santa Caterina), Ventura Salimbeni (La Veronica, Lavanda dei piedi) sowie von Francesco Vanni (San Girolamo).
Die Galerie beinhaltet zudem eine musikalische Bibliothek mit zirka 70.000 Ausgaben und eine Musikinstrumentensammlung, die eine Geige von Stradivari und weitere wertvolle Musikinstrumente enthält. Im Sommer finden Konzerte für den Estate Musicale Chigiana („Chigiana Musiksommer“) statt.

## Der Palazzo Chigi-Saracini
Das heutige Gebäude entstand im 12. Jahrhundert als Palazzo Marescotti, folglich durch die Familie der Marescotti, ihrerseits Ghibellinen. Erste historische Bedeutung erlangte das Gebäude während der Schlacht von Montaperti, als auf dem Turm des Palazzo, damals einer der höchsten Punkte der Stadt, ein gewisser Cerreto Ceccolini gestanden und der Bevölkerung den Schlachtverlauf erzählt haben soll. Durch Ankäufe benachbarter Gebäude und Zusammenführung derer mit dem Hauptgebäude entstand eine Stadtfestung, Castellare genannt. Im 13. und 14. Jahrhundert residierte hier der Consiglio dei Reggitori (in etwa Rat der Regierenden) der Stadt Siena, bis um 1310 der Palazzo Pubblico (seitdem Rathaus) fertiggestellt wurde. 1506 gelangte das Gebäude in den Besitztum der Familie Piccolomini-Mandoli. Seit 1877 trägt das Gebäude den Namen der neuen Besitzer, der Familie Chigi-Saracini.